# Lane tingslag
Lane tingslag var till 25 augusti 1917 ett tingslag i Göteborgs och Bohus län i Sunnervikens domsaga. Tingsplatsen var i Uddevalla.
Tingslaget omfattade Lane härad. 
Tingslaget bildades 1681 och uppgick 25 augusti 1917 i Sunnervikens tingslag.